# John Calvert

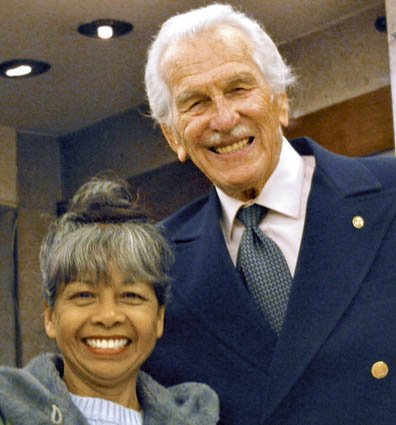
John Calvert mit Ehefrau und Assistentin "Tammy"

Madren Elbern „John“ Calvert (* 5. August 1911 in New Trenton, Indiana; † 27. September 2013 in Lancaster, Kalifornien) war ein US-amerikanischer Zauberkünstler und Schauspieler.

## Leben
1919 nahm ihn sein Vater, Elbern Frederick Calvert, mit zu einer Vorstellung von Howard Thurston in das Grand Opera House von Cincinnati. Seitdem war von der Zauberkunst begeistert.
1927 begann der 16-jährige, sich auch für das Fliegen zu interessieren.
Nach einigen Studienjahren erhielt Calvert die Chance, eine Zaubertournee zusammenzustellen und verließ das College. Zu dieser Zeit besaß Calvert bereits ein großes Ford Modell A-Coupé, mit dem er auf seine erste Tour ging. Aber schon bald wurde seine Show größer, und er musste ein neues Fahrzeug kaufen. 1934 schaffte er es, dass seine Show von der Firma Chevrolet gesponsert wurde.
1936 kaufte Calvert sein erstes Flugzeug. Er nahm nur eine Stunde offiziellen Unterricht. Fliegen wurde seine zweite große Leidenschaft. Zu vielen seiner Gastspiele flog er, während seine Mitarbeiter mit dem Auto oder Bus fuhren. Calvert flog unter anderem damals eine 8-sitzige Fokker und kaufte 1945 sogar ein großes Passagierflugzeug, eine DC-3, in der seine komplette Show und alle Mitwirkenden Platz fanden.
1941 wirkte er zum ersten Mal in einem Hollywoodfilm mit, als Double für Clark Gable in dem Streifen „Honky Tonk“. Einige Zeit später sah ihn die damals bekannte Kolumnistin Elsa Maxwell, als er in dem exklusiven Masquere Club eine Vorstellung gab. Sie schickte ihre Visitenkarte mit einer handschriftlichen Notiz in seine Garderobe: „Haben Sie Lust, auf meine Party zu kommen und meine Gäste mit Ihren Zaubertricks zu unterhalten?“ John Calvert ließ nur eine kurze Antwort zurückgehen: „Ich bin kein Unterhalter für eine Hausparty.“ Mrs. Maxwell entschuldigte sich und lud Calvert dennoch ein, ohne auf einer Zaubervorführung von ihm zu bestehen. Aber auf der Party konnte sie dann doch nicht darauf verzichten, ihren Gästen zu sagen, wer er ist und so bat man ihn, etwas vorzuführen. John Calvert sprach sich kurz mit Danny Kaye und Cary Grant ab und führte unter anderem mit den beiden die „Pingpongbälle aus dem Mund“ vor. Da auf dieser Party auch Journalisten mehrerer Boulevard-Zeitschriften anwesend waren, wurde der Abend in vielen Klatschkolumnen besprochen und besonders Calverts Auftritt. Hollywood öffnete damit zum ersten Mal einem Zauberer alle Türen.
Ende der 1950er Jahre kam Calvert auf die Idee, mit einem eigenen Schiff auf Welttournee zu gehen. Er kaufte die Sea Fox, und mit 18 Besatzungsmitgliedern setzte er die Segel von Kalifornien nach Hawaii und später weiter nach Japan. Leider verlor Calvert durch unglückliche Umstände das Schiff 1959. Aber schon 1962 kaufte er eine neue Jacht, die „Sea Nymph“. Im selben Jahr lernte John Calvert die am 31. Mai 1942 geborene Sängerin und Schauspielerin Barbara de Mello in Singapore kennen. Sie wurde 1982 „Tammy“, die unentbehrliche Assistentin und Ehefrau von John.
- 1984, inzwischen 73 Jahre alt, absolvierte er einen 5-Monatsvertrag im Casino Theater von Atlantic City.
- 1985 zeigte er in Nashville, Tennessee, wieder einmal seinen Blindflug.
- 1986 brach Calvert mit ausverkauften Vorstellungen alle Rekorde im Orpheum Theater von Memphis, Tennessee.
- Bis 2012 war Calvert aktiv auf der Bühne.
- Calvert wurde in die Hall of Fame der Society of American Magicians aufgenommen.

## Filmografie (Auswahl)
- 1994: Honky Tonk
- 1944: Are These Our Parents?
- 1945: The Return of the Durango Kid
- 1945: Ten Cents a Dance
- 1945:  Youth on Trial
- 1948: Devil’s Cargo
- 1948: Appointment With Murder
- 1949: Search for Danger
- 1952: Gold Fever
- 1956: Dark Venture